# Антуполи
Антуполи (грч. Ανθούπολη) је насељено место у општини Даутбал у периферији Средишња Македонија, Грчка. Према попису из 2021. године било је 247 становника.
Антуполи се први пут спомиње на попису из 1971. године, када је имало једног становника. Село се раније звало Антокипи.